# شاه توسر
شاه توسر (انگلیسی: King Teucer) در یونانی باستان: (εῦκρος Teûkros) گفته می‌شود که در اسطوره‌شناسی یونانی پسر خدای رودخانه اسکامندر و منیف ایدائا (مادر شاه توسر) بوده‌است.